# 金霸王

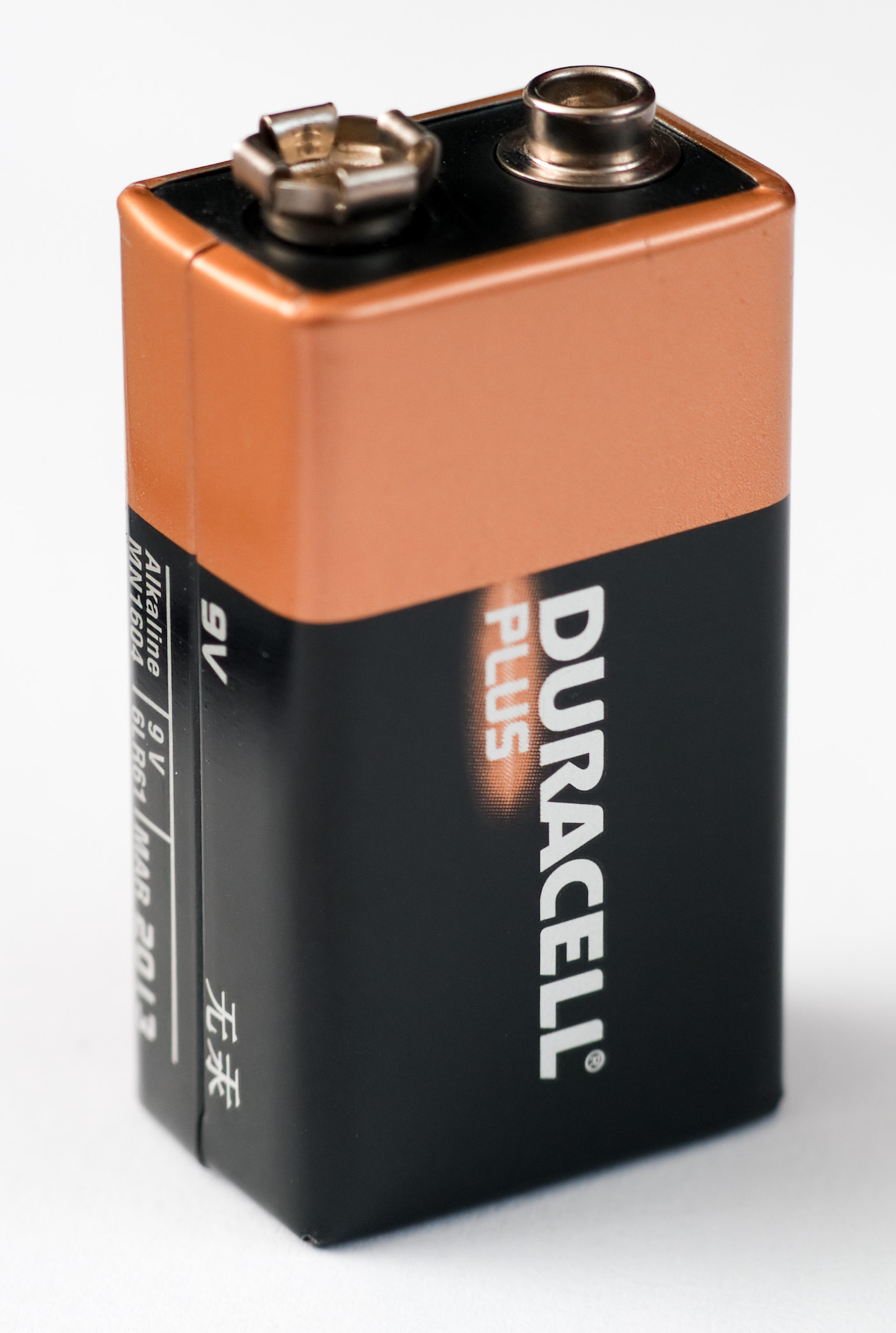
一顆金霸王的9V電池

金霸王（英語：Duracell）是电池和手电筒品牌，总部位于美国康涅狄格州贝塞尔，以其金霸王賓尼兔廣告最為人津津樂道，主要竞争品牌为劲量。
金霸王公司於1996年與吉列公司合併，2005年與吉列一同被收購，其2014年被伯克希尔·哈撒韦公司收購至今。

## 產品
鹼性電池產品有電解液漏出的可能性，這會造成使用的電子設備遭到腐蝕、生鏽
鹼性電池建議用於短時間使用、高耗電的電子設備
並於使用後將電池取出，以免電解液漏出，造成電子設備腐蝕損毀！